# 張邕
張 邕（ちょう よう、? - 361年）は、五胡十六国時代前涼の人物。

## 生涯
傲慢であり、淫らにして勝手気ままな人物であった。
前涼に仕え、右司馬の地位にあった。
361年9月、輔政を委ねられていた領軍将軍の宋澄の専政を妬み、挙兵して宋澄を攻撃すると、これを誅殺した。さらに、宋氏一族を誅滅した。前涼君主張玄靚は張邕を中護軍に任じ、張天錫と共に輔政を委ねた。
張邕は張玄靚の祖母である馬氏とも密通し、徒党を組んで政治を専断し、多くの人を処刑したので、国人はこれを患った。その為、張天錫は腹心である郭増・劉粛・趙白駒と共謀し、張邕暗殺を目論んだ。
11月、張天錫は兵400を伴って入朝し、劉粛・趙白駒は刀を鞘から出す準備をしながら張天錫に付き従った。張邕もまた入朝すると、門下において彼らと出くわした。この時、張邕は劉粛から斬りかかられたが、これを躱した。趙白駒もこれに続いたが、またも逃れた。二人が張天錫と共に禁中へ入ると、張邕は反攻に転じて三百余りの兵を率いて宮門を攻撃した。だが、張天錫は屋へ登ると「張邕は凶逆にして無道を為している。諸宋（宋澄の一族）には何の罪があって尽く誅殺されたというのか。さらには今、国家を傾覆しようとし、社稷を乱そうとしている。我は死を惜しんではおらぬが、先人の祭祀が廃されることを恐れ、ここに至った。これは我家の門戸の事であり、どうして汝ら将士は戈を向けて相対しようか。今、誅殺するのは張邕1人である。他の者は罪を問う所ではない。天地には霊があり、我は約束破らぬ」と叫んだ。これを聞き、張邕の兵はみな逃散してしまった。進退窮まった張邕は自殺し、その一族郎党はみな誅殺された。